# سده سوم (میلادی)
سدهٔ ۳ میلادی یا قرن سوم میلادی، در تقویم گریگوری به فاصلهٔ سال‌های ۲۰۱ تا ۳۰۰ میلادی گفته می‌شود.
| سده‌ها: | سده ۲ - سده ۳ - سده ۴                   |
| دهه‌ها: | ۲۰۰ ۲۱۰ ۲۲۰ ۲۳۰ ۲۴۰ ۲۵۰ ۲۶۰ ۲۷۰ ۲۸۰ ۲۹۰ |

## رویدادها
- ۲۰۸ (میلادی)؛ نبرد دریایی تخته‌سنگ‌های سرخ در چین.
- ۲۱۲ (میلادی)؛ قانون آنتونیوسی به همه مردان آزاد روم حق شهروندی بخشید.
- ۲۳۰/۲۳۲ (میلادی)؛ کوشش ساسانیان برای بازپس‌گیری سرزمین‌های خاوری روم.
- ۲۵۰-۵۳۸ (میلادی)؛ نخستین بخش دوره یاماتو در ژاپن.
- ۲۵۸ (میلادی)؛ کشتار مسیحیان به دستور والریانوس امپراتور روم.
- ۲۶۰ (میلادی)؛ والریانوس امپراتور روم به دست شاپور یکم به بندکشیده‌شد.
- سارنات مرکز هنر بودایی هندوستان گردید.
- بلال در جایگاه یک ماده خوراکی از مکزیک به آمریکای شمالی برده‌شد.
- پادشاهی فونان در زمان فرمانروایی فان‌شیه‌مان به دوره اوج خود رسید.
- کوچ گوت‌ها از گوتیسکاندزا به اوکراین.
- تأسیس شهر بیشاپور به دست شاهپور اول
- تأسیس شهر سبزوار به دست پسر شاهپور اول

## چهره‌های برجسته
- کلمنت اسکندریه‌ای
- دیوکلسین امپراتور روم.
- دیوفانت نویسنده علم حساب.
- هیپولیتوس نخستین دشمن پاپ.
- لیو هوئی ریاضی‌دان چینی.
- مانی پدیدآورنده مانوی‌گری.
- اریژن.
- پاپوس اسکندرانی ریاضی‌دان یونانی.
- پلوتینوس بنیادگذار مکتب افلاطونیون جدید.
- ترتولین.
- وانگ بی
- شوگه لیانگ رزم‌آرای چینی.
- لیو بی بنیادگذار پادشاهی شو.
- سائو سائو بنیادگذار پادشاهی وی.
- شاپور اول امپراتور ساسانی.

## نوآوری‌ها و یافته‌ها
- تحول در شیشه سازی

## دهه‌ها و سال‌ها
‎

## منبع
- نویسندگان ویکی‌پدیای انگلیسی، 3rd century. (نسخه ۳ ژوئن ۲۰۰۷)

| هزاره | سده   | سده   | سده   | سده   | سده   | سده   | سده   | سده   | سده   | سده   |
| ----- | ----- | ----- | ----- | ----- | ----- | ----- | ----- | ----- | ----- | ----- |
| ۹ پ‌م: | ۹۰ پ‌م | ۸۹ پ‌م | ۸۸ پ‌م | ۸۷ پ‌م | ۸۶ پ‌م | ۸۵ پ‌م | ۸۴ پ‌م | ۸۳ پ‌م | ۸۲ پ‌م | ۸۱ پ‌م |
| ۸ پ‌م: | ۸۰ پ‌م | ۷۹ پ‌م | ۷۸ پ‌م | ۷۷ پ‌م | ۷۶ پ‌م | ۷۵ پ‌م | ۷۴ پ‌م | ۷۳ پ‌م | ۷۲ پ‌م | ۷۱ پ‌م |
| ۷ پ‌م: | ۷۰ پ‌م | ۶۹ پ‌م | ۶۸ پ‌م | ۶۷ پ‌م | ۶۶ پ‌م | ۶۵ پ‌م | ۶۴ پ‌م | ۶۳ پ‌م | ۶۲ پ‌م | ۶۱ پ‌م |
| ۶ پ‌م: | ۶۰ پ‌م | ۵۹ پ‌م | ۵۸ پ‌م | ۵۷ پ‌م | ۵۶ پ‌م | ۵۵ پ‌م | ۵۴ پ‌م | ۵۳ پ‌م | ۵۲ پ‌م | ۵۱ پ‌م |
| ۵ پ‌م: | ۵۰ پ‌م | ۴۹ پ‌م | ۴۸ پ‌م | ۴۷ پ‌م | ۴۶ پ‌م | ۴۵ پ‌م | ۴۴ پ‌م | ۴۳ پ‌م | ۴۲ پ‌م | ۴۱ پ‌م |
| ۴ پ‌م: | ۴۰ پ‌م | ۳۹ پ‌م | ۳۸ پ‌م | ۳۷ پ‌م | ۳۶ پ‌م | ۳۵ پ‌م | ۳۴ پ‌م | ۳۳ پ‌م | ۳۲ پ‌م | ۳۱ پ‌م |
| ۳ پ‌م: | ۳۰ پ‌م | ۲۹ پ‌م | ۲۸ پ‌م | ۲۷ پ‌م | ۲۶ پ‌م | ۲۵ پ‌م | ۲۴ پ‌م | ۲۳ پ‌م | ۲۲ پ‌م | ۲۱ پ‌م |
| ۲ پ‌م: | ۲۰ پ‌م | ۱۹ پ‌م | ۱۸ پ‌م | ۱۷ پ‌م | ۱۶ پ‌م | ۱۵ پ‌م | ۱۴ پ‌م | ۱۳ پ‌م | ۱۲ پ‌م | ۱۱ پ‌م |
| ۱ پ‌م: | ۱۰ پ‌م | ۹ پ‌م  | ۸ پ‌م  | ۷ پ‌م  | ۶ پ‌م  | ۵ پ‌م  | ۴ پ‌م  | ۳ پ‌م  | ۲ پ‌م  | ۱ پ‌م  |
| ۱:    | ۱     | ۲     | ۳     | ۴     | ۵     | ۶     | ۷     | ۸     | ۹     | ۱۰    |
| ۲:    | ۱۱    | ۱۲    | ۱۳    | ۱۴    | ۱۵    | ۱۶    | ۱۷    | ۱۸    | ۱۹    | ۲۰    |
| ۳:    | ۲۱    | ۲۲    | ۲۳    | ۲۴    | ۲۵    | ۲۶    | ۲۷    | ۲۸    | ۲۹    | ۳۰    |
| ۴:    | ۳۱    | ۳۲    | ۳۳    | ۳۴    | ۳۵    | ۳۶    | ۳۷    | ۳۸    | ۳۹    | ۴۰    |